# Егоров, Сергей Викторович (футболист)
Серге́й Ви́кторович Его́ров (род. 13 апреля 1973, Темиртау, Карагандинская область, Казахская ССР, СССР) — советский, казахстанский и российский футболист, нападающий.

## Карьера

### Клубная
Воспитанник темиртауского футбола. В 1990—1992 годах выступал за местный «Булат». В 1993 году по приглашению тогдашнего главного тренера команды Серика Бердалина пополнил ряды карагандинского «Шахтёра». 1997 год провёл в камышинской «Энергии» и «Заре» из Ленинск-Кузнецкого. В 1998 году подписал контракт с клубом «Газовик-Газпром». В 1999 году защищал цвета «Уралана», после чего отправился в «Балтику». В 2001—2002 годах выступал за «Содовик». В 2002 году вернулся в «Шахтёр». В 2004 году подписал контракт с «Анжи». Завершил карьеру в 2005 году в «Балтике».

### Административная
В 2008—2013 годах (с перерывом) — спортивный директор «Балтики». В 2015 году назначен исполнительным директором карагандинского «Шахтёра». В 2019 году стал спортивным директором «Факела». 1 августа 2020 был назначен на аналогичную должность в «Химки», однако, уже 20 сентября покинул свой пост.

## Достижения
- Победитель зоны «Запад» Второго дивизиона: 2005
- Серебряный призёр зоны «Урал» Второго дивизиона: 2001